# Carl Wilhelm Louis Preuß
Carl Wilhelm Louis Preuß (* 12. Januar 1827 in Matzdorf (Matuszowice), Landkreis Crossen/Niederlausitz; † 25. Juli 1878 in Hamburg) war der erste amtierende Apostel der allgemeinen christlichen apostolischen Mission, aus der später die Neuapostolische Kirche hervorging.

## Leben
Er wuchs nach dem frühen Tod seiner Eltern bei seinen Großeltern in Linum bei Fehrbellin (Brandenburg) auf, wurde in der lutherischen Kirche konfirmiert und erlernte anschließend das Tischlerhandwerk. Als Geselle begab er sich auf Wanderschaft und lernte in Berlin die Katholisch-apostolischen Gemeinden kennen. Um das Jahr 1850 dürfte er von Apostel Thomas Carlyle versiegelt worden sein. Am 14. Juni 1855 wurde er, ebenfalls durch Apostel Carlyle, in Berlin zum Priester ordiniert.
Ein Jahr später gab er seine Arbeit in Rathenow auf und wurde von Bischof Carl Rothe nach Hamburg gesandt. Dort sollte er die katholisch-apostolische Gemeinde leitend betreuen. Der Staat hatte über sie ein Versammlungsverbot verhängt und ihre Amtsträger aus der Stadt verwiesen. Da Priester Preuß als arbeitssuchender Tischlergeselle, und nicht als Geistlicher, nach Hamburg kam, wurden ihm private religiöse Zusammenkünfte gestattet. Seinen Beruf übte er bis 1866 aus. Im Jahr 1860 heiratete er Anna Maria Todtmann, eine Glaubensschwester aus seiner Gemeinde.
Die Gemeinde Hamburg entwickelte sich so gut, dass Bischof Rothe 1858 den Ältesten Friedrich Wilhelm Schwarz als Verstärkung nach Hamburg sandte.
Die katholisch-apostolischen Gemeinden waren in den 1830er Jahren in England entstanden. Durch „Weissagungen aus dem Heiligen Geist“ waren 12 Apostel berufen worden, die nun versuchten, die Christenheit unter der Leitung dieser Apostel zu vereinen. Da sie bei der Geistlichkeit der anderen christlichen Kirchen keine Zustimmung fanden, entstand eine neue Kirche. 1855 starben die Apostel Mackenzie, Carlyle und Dow. Bemühungen, besonders durch den deutschen Propheten Heinrich Geyer, die verstorbenen Apostel zu ersetzen, wurden von den verbliebenen Aposteln abgelehnt.
Am 10. Oktober 1862, inzwischen lebten nur noch sechs der zwölf englischen Apostel, berief der Prophet Geyer in Königsberg (Ostpreußen) den Ältesten Rudolf Rosochacki zum Apostel. Diese Neurufung wurde von der Hamburger Gemeinde freudig aufgenommen. Apostel Francis Valentine Woodhouse schloss daraufhin die Gemeinde Hamburg und ihre Amtsträger, einschließlich Bischof Schwarz, Prophet Geyer und Priester Preuß, aus der katholisch-apostolischen Kirche aus. Apostel Rosochacki trat nach Vorhaltungen von Bischof Rothe und seiner eigenen Ehefrau von seinem Amt als Apostel zurück und verblieb in der katholisch-apostolischen Gemeinde. Nun stand die ausgeschlossene Hamburger Gemeinde ohne Apostel da, versammelte sich aber weiterhin zu Gebeten und Gottesdiensten.
Am 12. April 1863 wurde der Priester Louis Preuß durch Weissagung eines Diakons zum Apostel berufen. Der abwesende Prophet Geyer bestätigte diese Rufung später als aus dem Geist Gottes kommend. Auch Bischof Schwarz stellte sich unter seinen neuen Apostel, bis dieser kurze Zeit später selbst zum Apostel berufen wurde. Damit war neben den katholisch-apostolischen Gemeinden ein neuer apostolischer Zweig („neue Ordnung“) entstanden, der sich Allgemeine christliche apostolische Mission nannte.
Unter großen Mühen folgte Apostel Preuß seiner Berufung und arbeitete am inneren und äußeren Auf- und Ausbau der neuen apostolischen Gemeinden. Er musste Anfeindungen und Verfolgungen ertragen und wurde auf Grund der nicht überall gegebenen Religionsfreiheit mehrere Male verhaftet.
Im Jahr 1864 entstand eine Tochtergemeinde Hamburgs in Schladen (Harz). Am 25. Juli führte Apostel Preuß in einem nahe gelegenen Waldstück, das bereits zum religionsfreien Königreich Preußen gehörte, die erste Versiegelung der „neuen Ordnung“ außerhalb Hamburgs durch. Zu den Versiegelten zählten die späteren Apostel Friedrich Krebs, H. Friedrich Niemeyer (Begründer der Apostolic Church of Queensland), Heinrich Wachmann und wahrscheinlich auch Gustav Ruff. Die Gemeinde Schladen erlangte große Bedeutung für die Ausbreitung der Gemeinden in Mitteldeutschland.
In seinen letzten Lebensjahren kam es zu Spannungen mit dem Propheten Heinrich Geyer, der sich dem Apostel übergeordnet sehen wollte, da zu jener Zeit alle Ämter durch die Propheten berufen wurden.
Nach dem Tod des Apostels Preuß stellte der Prophet Geyer der Hamburger Gemeinde J.F. Güldner als neuen Apostel vor. Apostel Preuß hatte allerdings vor seinem Tod dem Ältesten Wichmann die Leitung der Hamburger Gemeinde übertragen. Dieser und die übrigen Apostel erkannten die Rufung des neuen Apostels nicht an. Es kam zur Spaltung der Gemeinde.
Die Anhänger Geyers und Güldners behielten den Namen Allgemeine christliche apostolische Mission bei und lösten sich Jahre später auf.
Die verbliebene Hamburger Gemeinde erhielt 1881 in Friedrich Krebs einen neuen Apostel, nachdem der verwaiste Bezirk vorübergehend von Apostel Friedrich Wilhelm Menkhoff betreut worden war. Zusammen mit den übrigen Aposteln und Gemeinden der „neuen Ordnung“ nannten sie sich nun Neuapostolische Gemeinde, bzw. später Neuapostolische Kirche, zu der sich heute weltweit ca. 10 Millionen Mitglieder bekennen.
| Personendaten    | Personendaten                                                                 |
| ---------------- | ----------------------------------------------------------------------------- |
| NAME             | Preuß, Carl Wilhelm Louis                                                     |
| KURZBESCHREIBUNG | erster amtierender Apostel der allgemeinen christlichen apostolischen Mission |
| GEBURTSDATUM     | 12. Januar 1827                                                               |
| GEBURTSORT       | Matzdorf, Landkreis Crossen (Oder)                                            |
| STERBEDATUM      | 25. Juli 1878                                                                 |
| STERBEORT        | Hamburg                                                                       |